# ژاومه بالاگرو
ژاومه بالاگرو (اسپانیایی: Jaume Balagueró‎؛ زادهٔ ۲ نوامبر ۱۹۶۸) کارگردان و فیلم‌نامه‌نویس اهل اسپانیا است که برای فیلم‌هایش در ژانر وحشت به خصوص سری آرئی‌سی شناخته شده‌است.